# Inula hendersoniae
Inula hendersoniae là một loài thực vật có hoa trong họ Cúc. Loài này được S.Moore mô tả khoa học đầu tiên.